# Liste der denkmalgeschützten Objekte in Andau
Die Liste der denkmalgeschützten Objekte in Andau enthält die 5 denkmalgeschützten, unbeweglichen Objekte der burgenländischen Gemeinde Andau.

## Denkmäler
| Foto |                 | Denkmal                                                       | Standort                                   | Beschreibung | Metadaten |
| ---- | --------------- | ------------------------------------------------------------- | ------------------------------------------ | --- | --- |
| ja   | Datei hochladen | Wasserturm HERIS-ID: 9835 Objekt-ID: 5883                     | bei Albrechtsfeld 2 Standort KG: Andau     | Der Wasserturm mit einem Glockentürmchen ist das letzte verbliebene markante historische Bauwerk der Domaine Albrechtsfeld.                                                                | BDA-Hist.: Q1236760 Status: Bescheid Stand der BDA-Liste: 2025-06-30 Name: Wasserturm GstNr.: 3770                                  |
| ja   | Datei hochladen | Kath. Pfarrkirche hl. Nikolaus HERIS-ID: 9832 Objekt-ID: 5880 | Hauptgasse Standort KG: Andau              | 1747 Kapellenbau, 1829-31 Erweiterung durch Peter Koch, 1931 durch Karl Holey umgebaut und wieder erweitert.                                                                               | BDA-Hist.: Q2793667 Status: § 2a Stand der BDA-Liste: 2025-06-30 Name: Kath. Pfarrkirche hl. Nikolaus GstNr.: 163 Pfarrkirche Andau |
| ja   | Datei hochladen | Friedhofskapelle HERIS-ID: 9834 Objekt-ID: 5882               | bei Ödenburgerstraße 1 Standort KG: Andau  | Die Friedhofskapelle wurde laut Inschrift 1896 erbaut, an der Fassade Marmorgrabkreuz 1830, drei Schmiedeeisenkreuze an der Südwand.                                                       | BDA-Hist.: Q38050079 Status: § 2a Stand der BDA-Liste: 2025-06-30 Name: Friedhofskapelle GstNr.: 671                                |
| ja   | Datei hochladen | Grabdenkmal HERIS-ID: 11098 Objekt-ID: 7170                   | bei Ödenburgerstraße 1 Standort KG: Andau  | Das Grabdenkmal befindet sich östlich der Gruftkapelle auf dem Friedhof. Es handelt sich um eine Steinskulptur eines schlafenden Kindes vom Ende des 19. oder Anfang des 20. Jahrhunderts. | BDA-Hist.: Q38089394 Status: § 2a Stand der BDA-Liste: 2025-06-30 Name: Grabdenkmal GstNr.: 671                                     |
| ja   | Datei hochladen | Dreifaltigkeitssäule HERIS-ID: 9837 Objekt-ID: 5885           | bei Ödenburgerstraße 74 Standort KG: Andau | laut Inschrift 1920 errichtet, Gnadenstuhl möglicherweise älter | BDA-Hist.: Q38050199 Status: Bescheid Stand der BDA-Liste: 2025-06-30 Name: Dreifaltigkeitssäule GstNr.: 4453/1                     |